# Gaza fischeri
Gaza fischeri är en snäckart som beskrevs av Dall 1889. Gaza fischeri ingår i släktet Gaza och familjen pärlemorsnäckor. Inga underarter finns listade i Catalogue of Life.